# Glossina pallidipes
Glossina pallidipes
Pour les articles homonymes, voir Mouche et Goma Tsé-Tsé.
Espèce
Glossina pallidipes est l'une des 23 espèces reconnues de mouches tsé-tsé (genre Glossina), et elle appartient au groupe des savanes/morsitans (sous-genre Glossina s.s.). Glossina pallidipes est un vecteur majeur de la trypanosomose africaine, tant pour la forme humaine que pour la forme animale de la maladie,.

## Distribution
On savait que Glossina pallidipes était répartie de manière dispersée en Afrique de l'Est, de l'Éthiopie au Mozambique. Une revue de la littérature scientifique évaluée par des pairs pour la période 1990-2020 a révélé l'existence de données abondantes sur la présence de G. pallidipes, avec plus de 200 articles publiés. Les données indiquent que l’espèce infeste actuellement 9 pays : Ethiopia, Kenya, Malawi, Mozambique, Rwanda,, Uganda, la République-Unie de Tanzanie, Zambie et Zimbabwe.